# ساتورو أساكو
ساتورو أساكو (باليابانية: 浅子覚؛ بالكانا: あさこ さとる) هو مصارع رياضي ياباني، ولد في 2 مارس 1971 في أوميا ‏ في اليابان.

## روابط خارجية
- ساتورو أساكو على موقع CageMatch worker (الإنجليزية)